# ママ&シェア
ママ&シェア(MAMA&SHARE) は、株式会社ソーシャルパートナーズ&シェアが運営する実名制ママ専用ソーシャル・ネットワーキング・サービス (SNS)である。
代表である菅原聡美が自身で男の子3人の子育てを経験しながら感じてきた問題意識をもとに、ママ向けSNSサービスを立ち上げた。

## 概要
2011年8月よりサービスを開始。他の匿名性のママ向けSNSとは異なり実名制が義務づけられている。
2013年10月にサービス休止。

## 機能
ワイズシェア
子育てなどママ特有の悩みを相談できる。
コラム
ママ&シェア コラムニストによるママに役立つコラム。
シェアページ
団体向けのページ。簡易ホームページ機能やグループメールなどの機能が利用できる。